# الحديقة الوطنية قورايا
الحديقة الوطنية قورايا (بالإنجليزية: Gouraya National Park) هي محمية طبيعية تقع في ولاية بجاية بالجزائر، وهي مطلة على البحر الأبيض المتوسط، وهي مليئة بالشواطئ الخلابة والجبال الخضراء الواسعة والكثيفة النبات والوديان المنبعثة من جبال الأطلس التلي وتستقبل الحديقة مامقداره 1. 2 مليون نسمة سنويا خصوصا خلال الصيف بسبب تواجدها على ضفاف البحر الأبيض المتوسط. وقد صنفتها اليونيسكو محمية طبيعية عالمية سنة 2004.
- جبل قورايا الذي استمدت منه الحديقة اسمها يبلغ 660 متر وهو يأخذ معظم مساحتها، وتتنوع بالحياة النباتية والحيوانية بما في ذلك تواجد قرود المكاك البربري الذي يعتبر حيوان محلي في هذه الحديقة وابن آوى الذهبي الذي يتواجد في أرجاء الحديقة.

## تقديم الحديقة
- تقع الحديقة في ولاية بجاية والتي تحدها من الشمال البحر الأبيض المتوسط، ومن الشمال الغربي ولاية تيزي وزو. ومن الشرق ولاية جيجل ومن الجنوب الشرقي ولاية سطيف، ومن الغرب ولاية البويرة، ومن الجنوب الغربي ولاية برج بوعريريج. وتبلغ مساحة الحديقة 2080 هكتار تأخذ المنحدرات والجبال أكثر من 100 هكتار والتي تتميز بوجود غطاء نباتي كثيف.

## أقسام الحديقة
- كما بقية المناطق المحمية في الجزائر، فإن قورايا تستجيب للنظام التقليدي للحدائق الوطنية في جميع أنحاء العالم من خلال وجود 05 مجالات هي :
  - البرية : وهي تحتل مساحة 78.6 هكتار، أو 3.7 ٪ من المساحة الكلية.
  - البرية أو بدائية المجال : وهي تشمل منطقة واحدة وتحتل مساحة قدرها 246,2 هكتارا أو 11,84 ٪.
  - مجال النمو المنخفض : حجم هذه الفئة هو 355,4 هكتار، أي 17,09 ٪. وهي تتألف من جزئين من المنطقة : منطقة متدنية النمو دأدرار نقورايا ومنطقة منخفضة النمو وهي أدرار أوفرنو.
  - المنطقة العازلة : وتبلغ مساحة هذه الطبقة هي من 162,7 هكتار، أو 7,82 ٪. وهو يتألف من منطقتين : منطقة لحماية الحياة البرية ومنطقة حماية مختلطة في البرية.
  - الطرفية : وهي الفئة التي تنقسم إلى ثلاثة مناطق : منطقة الجذب ومنطقة ترفيهية للاسترخاء والترفيه وسياحة المنطقة. المساحة الإجمالية لهذه الفئة هو 1237,1 هكتار، أو 59,47 وهي الغالبية في الحديقة لإزدياد عدد الزائرين للمنطقة.

النظام الإيكولوجي
- تغطي البحيرة مزّايا مساحة 2,5 هكتار، مع أعماق تتراوح بين 0,5 إلى 18م والتي تشجع على نمو مجموعة متنوعة من النباتات وتطوير العوالق النباتية، وكان هذا الموقع القبلة الرئيسية للطيور المائية المهاجرة والمستقرة.
- أيضا من خلال موقعها على الحدود مباشرة من مدينة بجاية، وهي منطقة تعليمية وجذابة للاستجمام والترفيه.

## المواقع الأثرية والمناطق الطبيعية
- رأس كاربون الواقعة على حدود البحر في بجاية، وتبلغ قمته 220 م وتوجد فيه قوس في قاعدته الذي يحد ماء البحر.
- رأس بواك يقع بالقرب من خليج الأقاداس.
- قلعة يما قورايا تقع على ارتفاع 672 متر في أعلى الجبل الذي ينام على ضفاف المتوسط. يما قورايا الحصن الأسطوري اختلفت بشأنه التفاسير والروايات التاريخية بين من يقول إن مدينة بجاية لها 99 وليّا صالحا آخرهم امرأة تدعى قورايا حكمت المنطقة ومن يقول إن قورايا امرأة جاءت مع الاستعمار الإسباني ودخلت الإسلام ودافعت عن المدينة لتستقر بها وتصبح قديسة... ولكن لا شيء من هذه الروايات مؤكدة حتى الآن ويبقى حصن قورايا أجمل موقع سياحي يحج إليه البجاويون.و داخل الحصن يوجد الضريح.
- مقبض الأقاداس:وهو موقع مشهور تاريخيا بسبب نزول الإسبان سنة 1507م فيه ويمثل هذا الموقع مكان تجمع الشبان من أجل السباحة في الخليج الذي يتميز بالحصى الملساء.
- قمة القردة: في جبل قورايا على ارتفاع 430 م يوجد قمة القرود التي هي شرفة مصنوعة من السيراميك والتي بنيت من طرف الفرنسيين والتي يمكن الاستمتاع بمنظر خلاب على البحر ورأس كاربون في الشمال ورؤية مدينة بجاية وسلسلة البابور والخليج من الشرق. وسميت بهذا الاسم بسبب وجود قرود المكاك البربري في الأرجاء.
- جزيرة بيزان: تقع على الساحل الغربي، وكانت هذه الجزيرة مكانا للاجتماع بين التجار من أوروبا (خصوصا من بيزا) مع القبائل القديمة ولتبادل السلع.

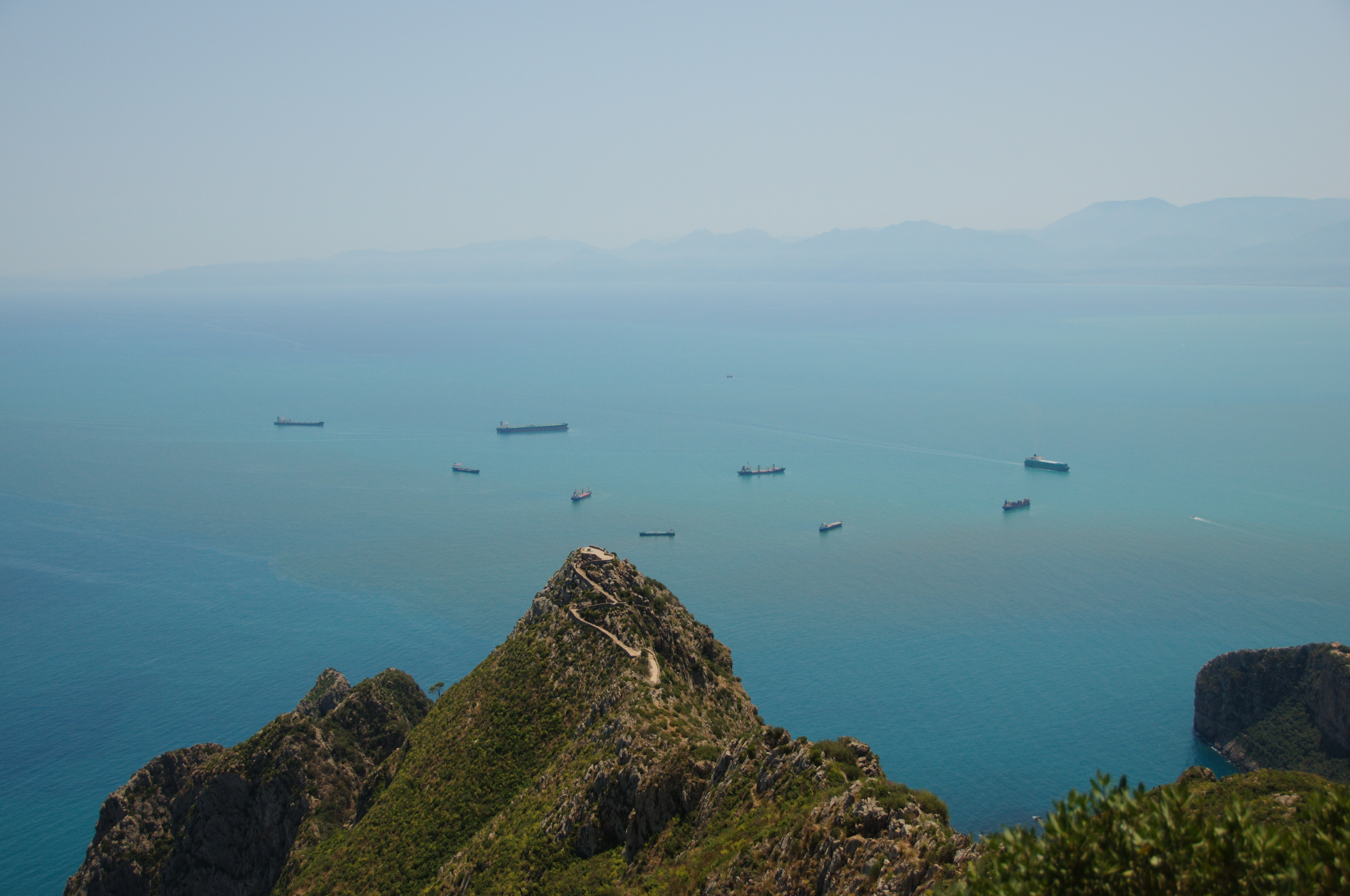
قمة القردة
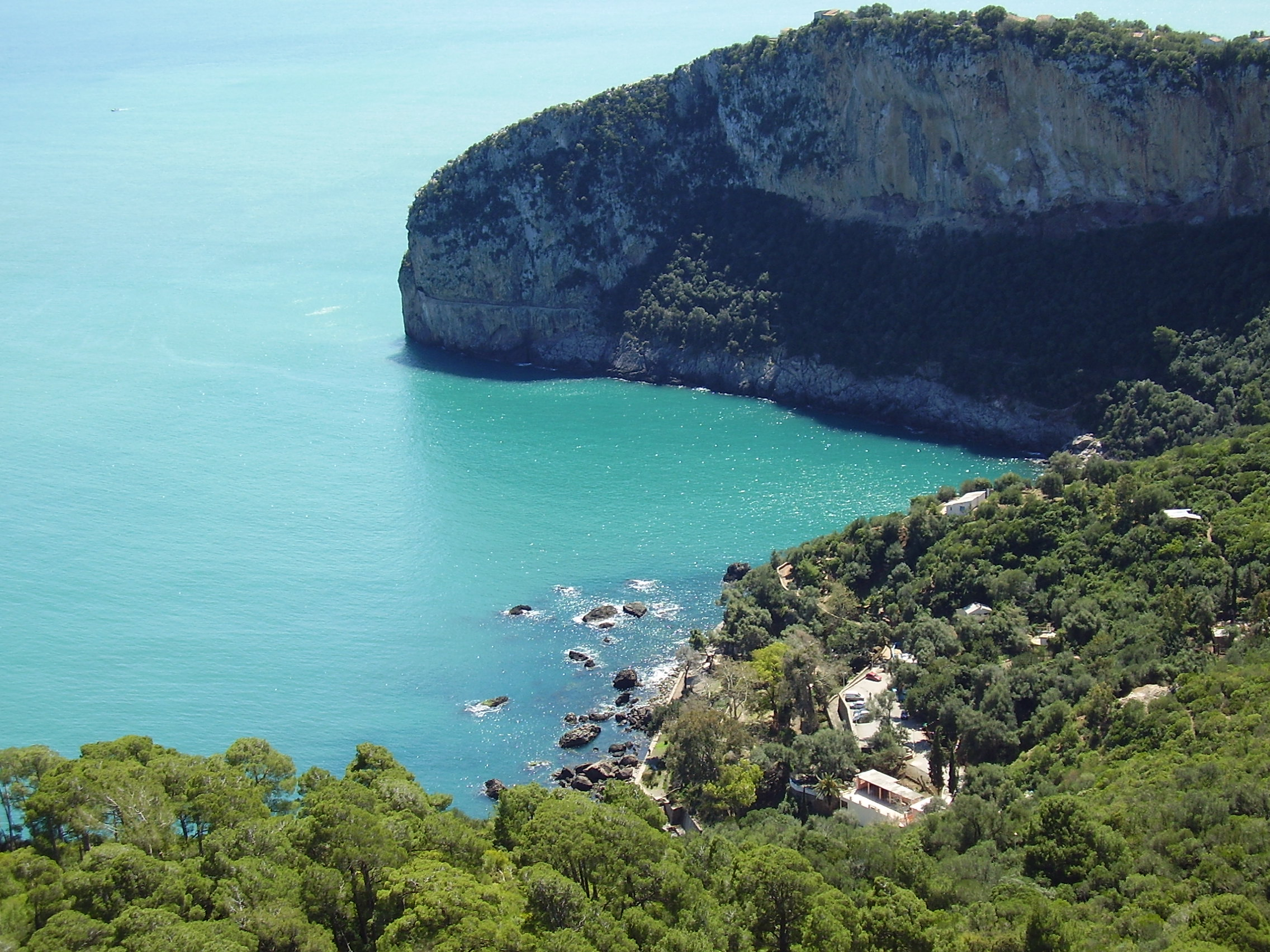
مقبض الأقاداس
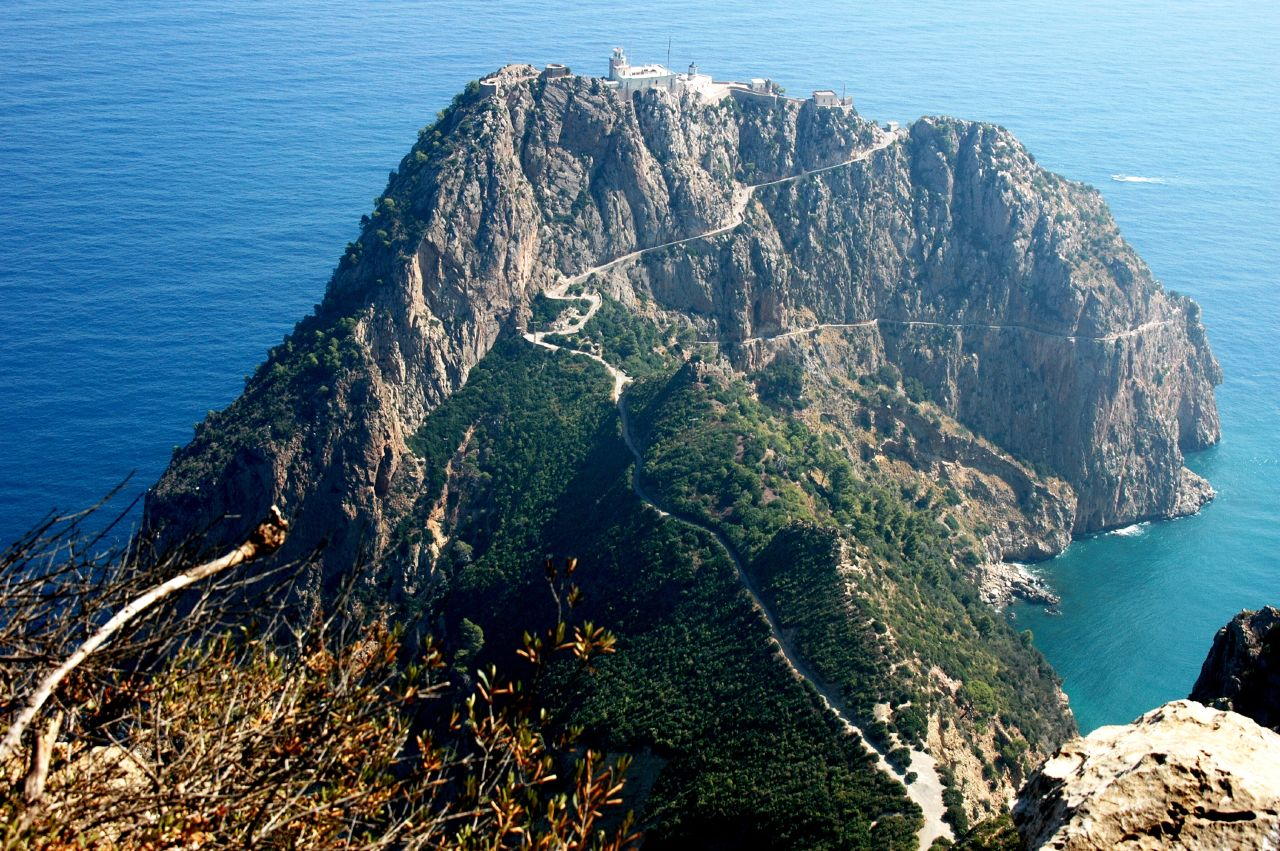
رأس كاربون
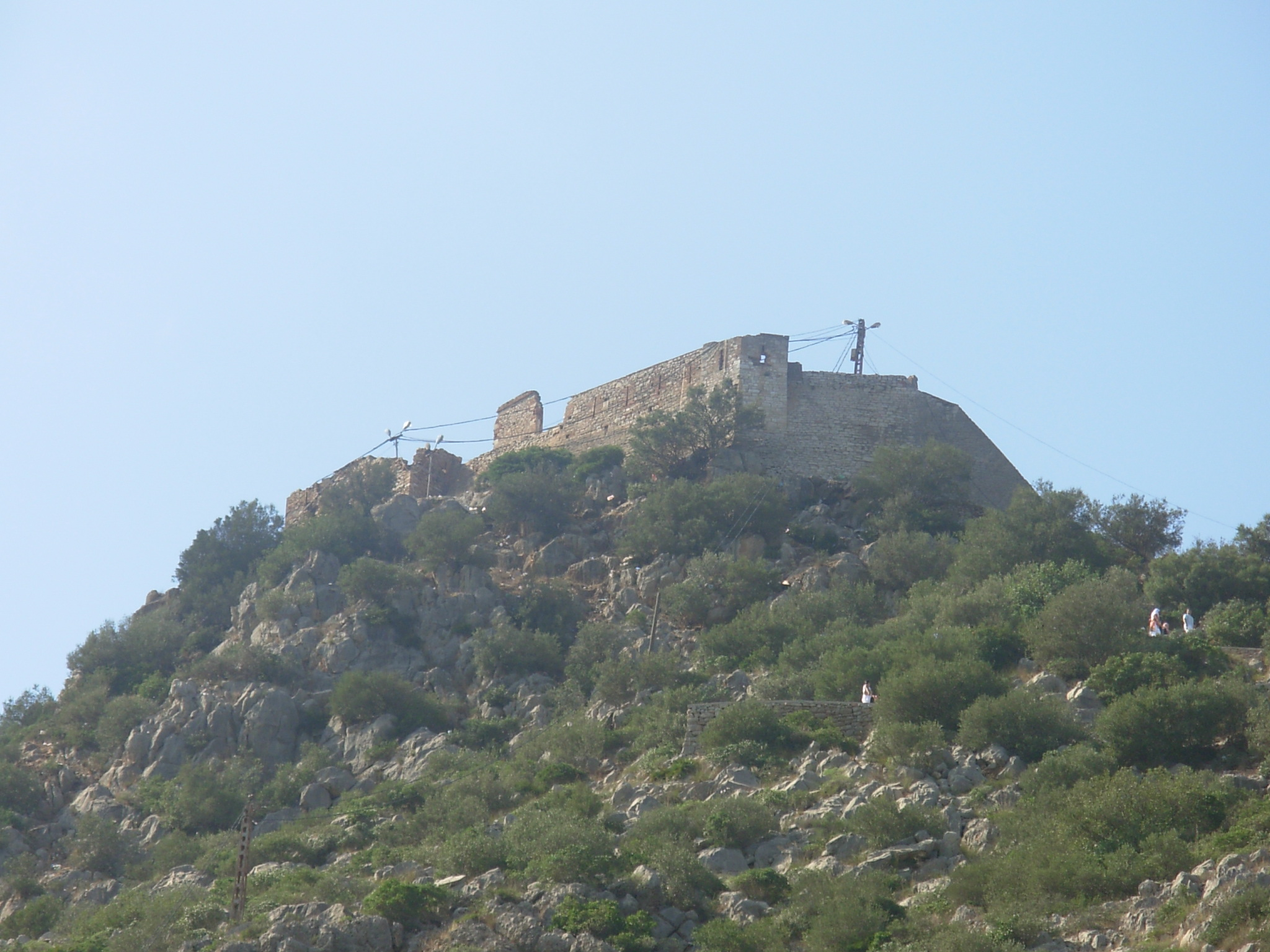
قلعة يما قورايا مشرفة على جبل قورايا

## النباتات
- اشجارالبلوط
- اشجار الفلين

الحيونات

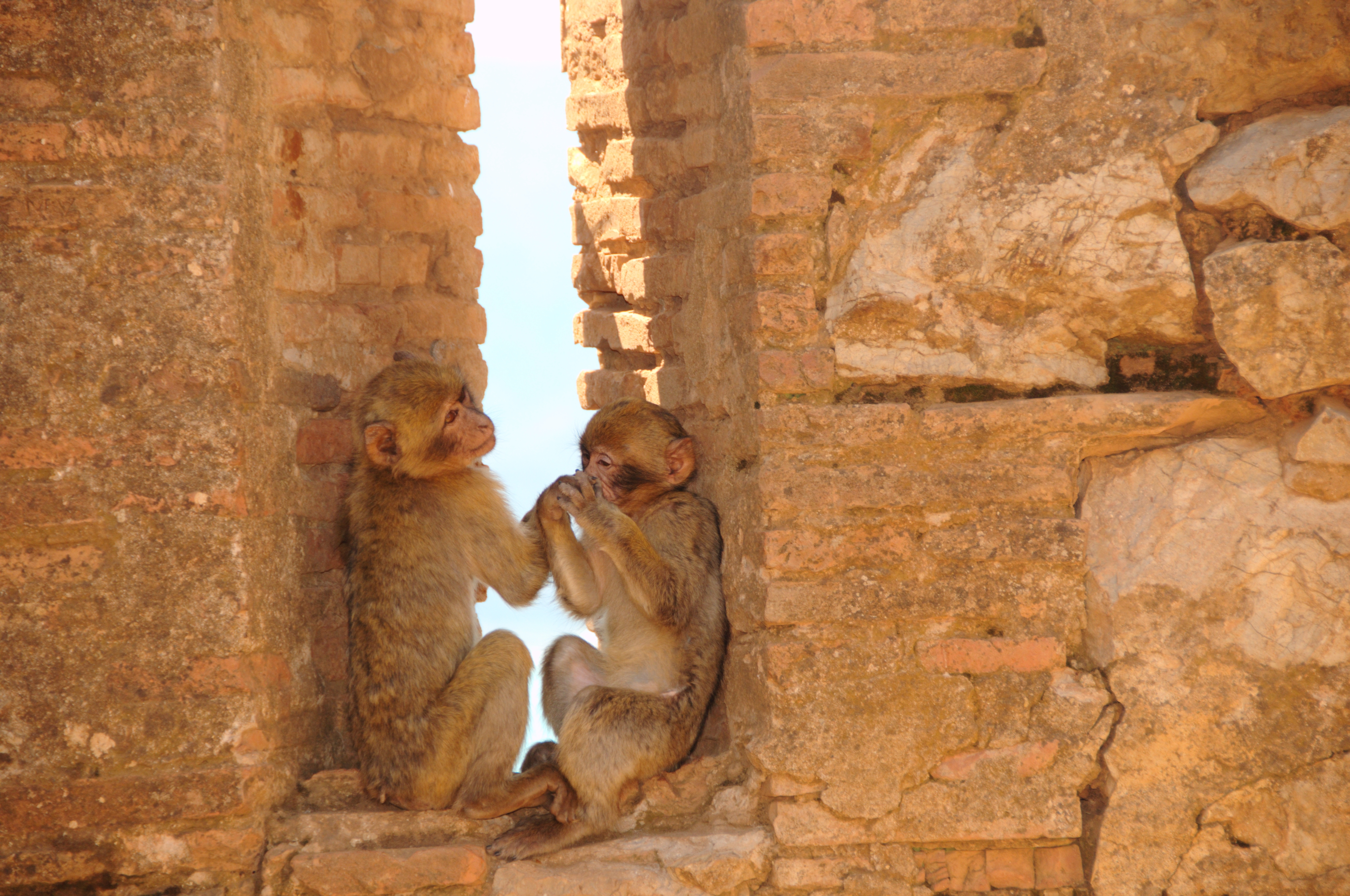
قرد المكاك البربري في أطلال قلاع يما قورايا

- يتواجد 30 نوعا من الثدييات بما في ذلك 5 حيوانات مائية وهي محمية بالقانون على سبيل المثال :
  - الأنواع البرية:
    - المكاك البربري.
    - نيص.
    - رباح.
    - قنفد الجزائري.
    - النمس المصري.
    - قط بري.

  - الأنواع المائية:
    - خنزير البحر.
    - الدولفين الكبير.
    - حوت العنبر.
    - دلفين المرفأ.
- وفي الحديقة طيور متنوعة منها برية ومنها بحرية، وعدد 135 صنفا منها 11 طائر جارح، وهي محمية بالقانون الجزائري :

- - الطيور الجارحة:
    - نسر أسود
    - نسر أوجولي
    - شاهين
    - صقر متحول
    - نسر الحذاء
    - عقاب طويل الساق
    - الباشق
    - بومة سمراء
    - بومة الحظيرة
    - بومة طويلة الأذن

  - بعض الأنواع المحمية:
    - هدهد
    - صقرقع
    - نقار الخشب الأخضر
    - وقواق رمادي
    - بلشون الجريدة
    - الحسون
    - الواق الصغير
    - الغاق الكبير
    - العاسوق
    - البلشون الذهبي
    - بطة حديدية
    - نورس أصفر الساق

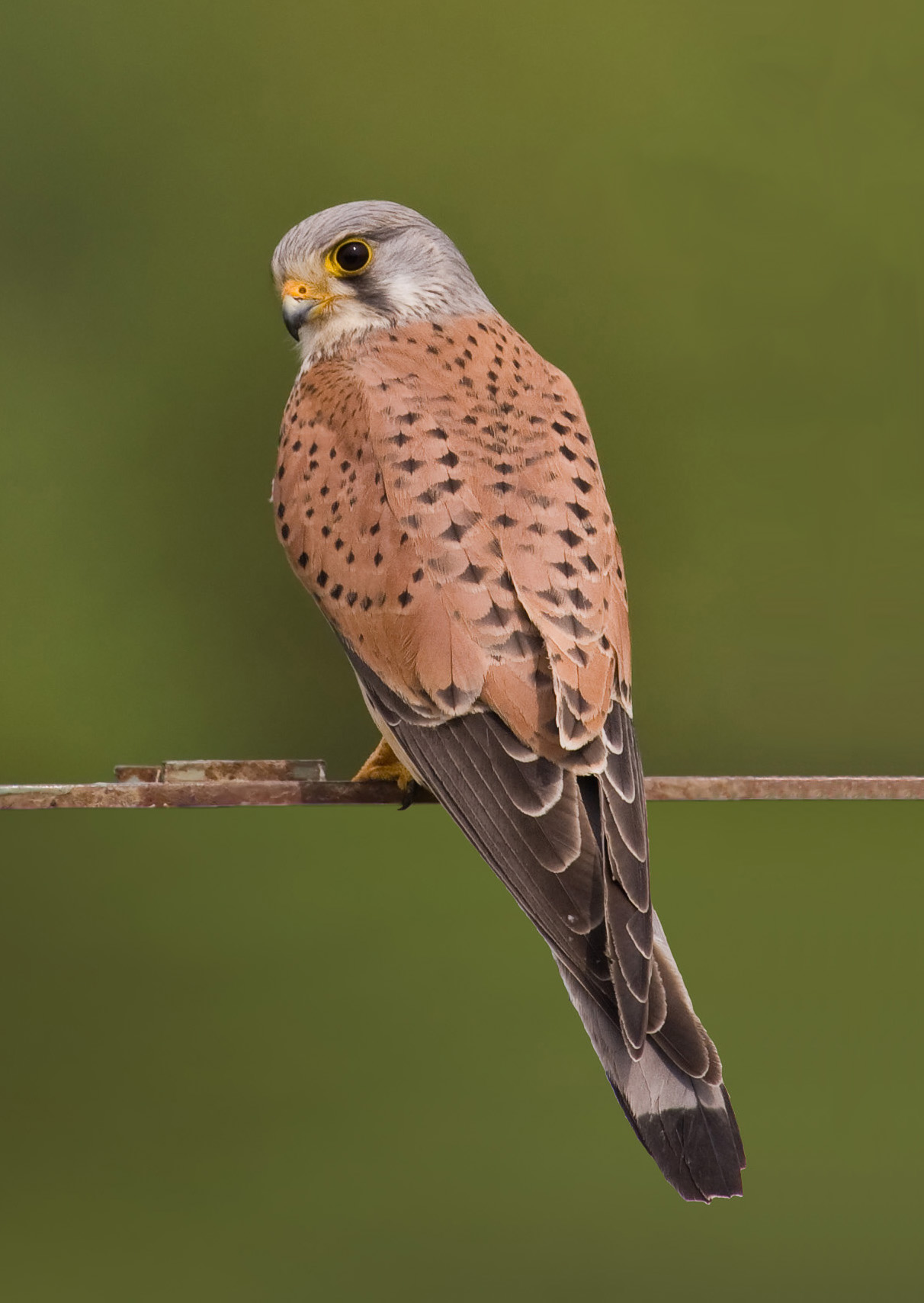
باشق

- وفي الحديقة قائمة من الأسماك وذلك بسبب دراسة أجريت على الساحل الجزائري والتي نشرت في مجلة بيلاغوس، وقد تم تسجيل نوعين من الأسماك في بحيرة مزايا وهما ثعبان المياه العذبة الأوروبي وسمكة الغمبوسية.
  - بعض أسماك الحديقة:
    - الشبوط الأوروبي
    - سمكة الكاردينال
    - سمكة السريول المتوج
    - سمكة الغرنار الطائر
    - مشاطة مطلية
- وأما الزواحف فلم يجرى دراسة حولها ولكن تم تحديد 9 أنواع على سبيل المثال :
  - ثعبان مونبيليه

وأما البرمائيات فهي تمثل مجموعة من ثلاثة أنواع تتواجد في بحيرة مزايا، وهذه الأنواع وفيرة على ضفاف البحيرة وتتغذى أساسا على الحشرات.
- - ضفدع صالح للأكل
  - ضفدع مشترك
  - ضفدع منقط